# Сосковец, Олег Николаевич
Оле́г Никола́евич Соскове́ц (род. 11 мая 1949, Талды-Курган, Казахская ССР, СССР) — советский, казахстанский и российский государственный деятель. Первый заместитель председателя правительства Российской Федерации (30 апреля 1993 — 20 июня 1996). Народный депутат СССР (1989—1991).

## Биография
Родился 11 мая 1949 года в городе Талды-Курган Казахской ССР, в семье рабочих. Его отец Николай Иванович Сосковец был строителем, а мать Любовь Семёновна — учителем, позже ставшая директором школы. Окончил в 1971 году завод-втуз при Карагандинском металлургическом комбинате по специальности «инженер-металлург».
В 1972 году вступил в Коммунистическую партию, с 1995 года член партии «Наш дом — Россия».
С 1985 года — кандидат технических наук.
Профессиональную деятельность начал в 1971 году на Карагандинском металлургическом комбинате в городе Темиртау:
- 1971—1973 — вальцовщик листопрокатного цеха № 2 (ЛПЦ-2);
- 1973—1976 — мастер, начальник прокатного отделения листопрокатного цеха № 2;
- 1976—1981 — заместитель начальника, начальник листопрокатного цеха № 2;
- 1981—1984 — начальник листопрокатного цеха № 1;
- 1984—1987 — главный инженер комбината;
- 1987—1988 — директор комбината;
- 1988—1991 — генеральный директор комбината;
- 1989—1991 годы — народный депутат СССР от Темиртауского территориального избирательного округа Казахстана. Являлся членом Совета Союза, членом плановой и бюджетно-финансовой комиссии Совета Союза.

В 1991 году — министр металлургии СССР. С января 1992 года, в связи с упразднением министерства металлургии, — президент корпорации «Росчермет».
С марта 1992 года — первый заместитель премьер-министра — министр промышленности Республики Казахстан в правительстве Сергея Терещенко.
С сентября 1992 года — президент Казахстанского союза промышленников и предпринимателей.
В октябре 1992 года занял пост председателя Комитета Российской Федерации по металлургии.

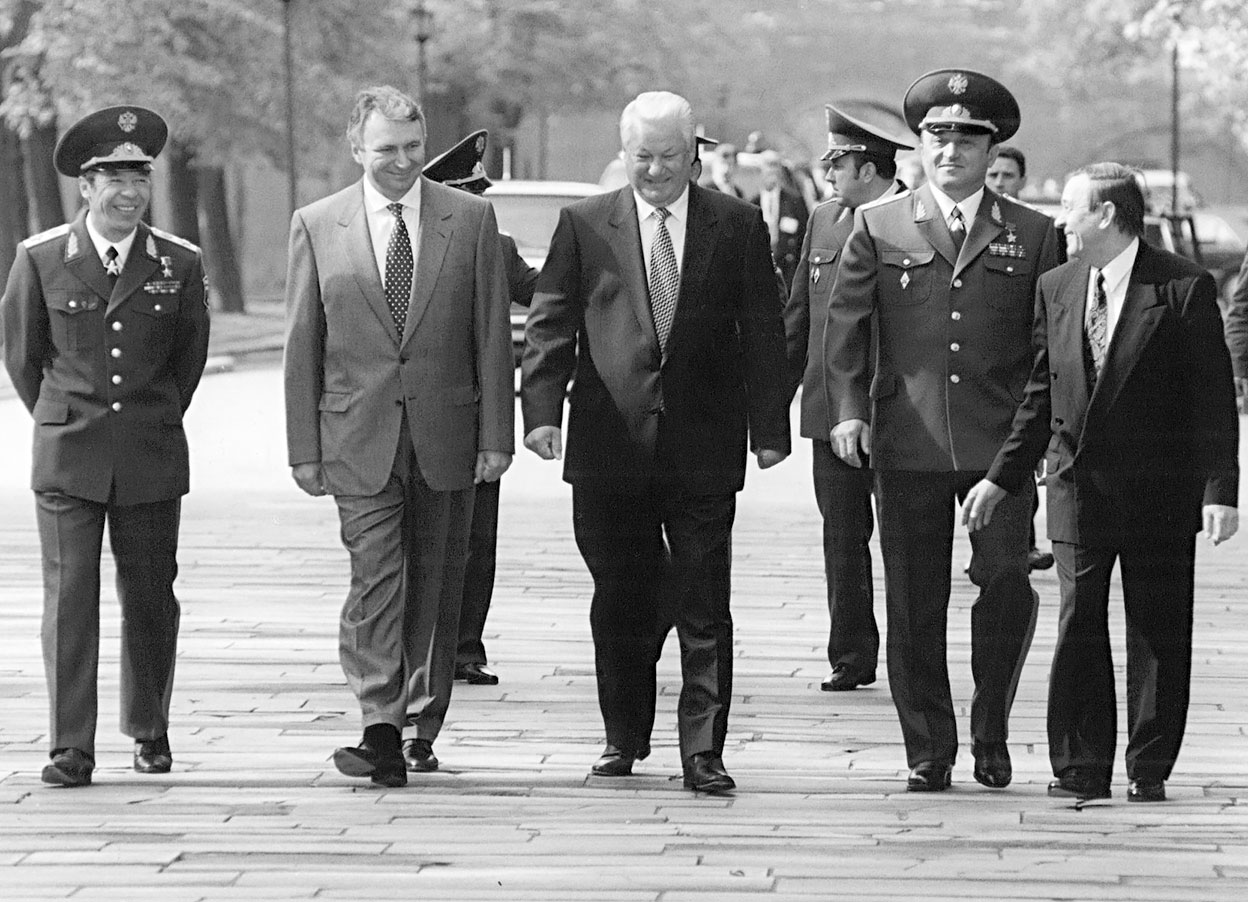
В. Ерин, О. Сосковец, Б. Ельцин и П. Грачёв, 1993 год

С 30 апреля 1993 года указом президента России Сосковец назначен первым заместителем председателя Совета министров России. С декабря 1993 года, в связи преобразованием и реорганизацией Совета министров в Правительство Российской Федерации — первый заместитель председателя Правительства Российской Федерации. В этих должностях курировал 14 министерств (в том числе топлива и энергетики, транспорта, связи, путей сообщения, здравоохранения и медицинской промышленности, атомной энергии) и возглавлял более двадцати правительственных комиссий, включая Комиссию по оперативным вопросам, Межведомственную комиссию по военно-техническому сотрудничеству РФ с зарубежными странами, Комиссию по конкурентной политике, комиссию по улучшению системы платежей и расчётов (апрель 1994 — январь 1995).
В конце 1994 года был назначен ответственным за решение оперативных вопросов, связанных с участием гражданских ведомств в вооружённом конфликте в Чечне.
Утверждалось, что Сосковец покровительствовал офшорной компании Trans World Group (TWG), контролировавшей алюминиевую отрасль России.
20 июня 1996 года указом президента РФ Бориса Ельцина Сосковец был отстранён от должности первого вице-премьера в связи со скандалом, связанным с выносом из Дома правительства коробки из-под бумаги для ксерокса с полумиллионом долларов наличными. Одновременно от своих должностей освобождены Михаил Барсуков и Александр Коржаков. Анатолий Чубайс, конфликт с которым и был причиной отставок, назвал Сосковца «духовным отцом» отставной тройки («… господ Коржакова, Барсукова и их духовного отца — господина Сосковца»).
После отставки, в 1996 году был избран председателем совета и президентом Ассоциации финансово-промышленных групп России. В 2008 году возглавил совет ассоциации «Деловой совет ЕврАзЭС». 
С 2011 года — вице-президент Российской инженерной академии.
С 2011 года — президент Российского союза товаропроизводителей (Союза отечественных товаропроизводителей).

### Семья
- Дочь Наталья (род. 1971) — замужем за Дмитрием Альбертовичем Саламатиным, который с 8 февраля 2012 года[11] по 24 декабря 2012 года[12] являлся министром обороны Украины в правительстве Николая Азарова, а с 25 декабря 2012 года назначен советником президента Украины[13]. Ранее Саламатин являлся генеральным директором государственной компании «Укрспецэкспорт», затем — государственного концерна «Укроборонпром»).

- Внуки: Дмитрий (1994), Олег (1996) и Степан (2002).

- Сын Алексей (род. 1973)[14].
- Свояк (муж сестры жены) — Игорь Межаков — деятель органов государственной безопасности и таможенной службы.

## Награды
- Орден Почёта (29 апреля 2019 года) — за достигнутые трудовые успехи и многолетнюю добросовестную работу[15]
- Орден Дружбы (26 декабря 2009 года) — за достигнутые трудовые успехи и многолетнюю добросовестную работу[16][17]
- Орден Трудового Красного Знамени
- Орден Достык (Казахстан)
- Орден «Барыс» 2 степени (Казахстан)[18].
- Юбилейная медаль «25 лет независимости Республики Казахстан» (2017)[19]
- Орден «Дуслык» (11 мая 2024 года, Татарстан, Россия) — за плодотворное сотрудничество с Республикой Татарстан и значительный вклад в реализацию совместных проектов[20]

## В популярной культуре
- В повести В. Пелевина «Краткая история пэйнтбола в Москве» криминальный авторитет Яков Кобарзин носит титул «крутой идейный Сосковец криминального мира».
- Является персонажем художественного фильма Проект «Ельцин» (исполняет К. Казаков).